# Melodrama (singolo)
Melodrama  è un singolo della cantautrice italiana Angelina Mango, pubblicato il 24 maggio 2024 come quarto estratto dal primo album in studio Poké melodrama.

## Descrizione
Il brano, scritto dalla stessa cantautrice con Alessandro La Cava, Federica Abbate e Nicola Lazzarin, in arte Cripo, è prodotto da Giovanni Pallotti, in arte E.D.D., e Cripo.

## Promozione
Il brano è stato presentato in anteprima nel corso della finale della ventitreesima edizione del talent show Amici di Maria De Filippi.

## Video musicale
Il video musicale, diretto da Simone Peluso, è stato pubblicato in concomitanza all'uscita del singolo attraverso il canale YouTube della cantautrice.

## Tracce
Testi di Angelina Mango, Alessandro La Cava, Federica Abbate e Nicola Lazzarin.
1. Melodrama – 2:27

Download digitale, streaming – Spanish Version
Testi di Angelina Mango, Alessandro La Cava, Federica Abbate e Nicola Lazzarin, musiche di Angelina Mango, Alessandro La Cava e Federica Abbate.
1. Melodrama (Spanish Version) – 2:28

## Formazione
- Angelina Mango – voce
- Antonio Cirigliano – chitarra
- Giovanni "E.D.D." Pallotti – basso, sintetizzatore, percussioni, produzione
- Nicola "Cripo" Lazzarin – tastiere, programmazione, produzione

## Successo commerciale
Il brano ha ottenuto il miglior esordio di un'artista donna solista italiana nella classifica Daily Top 200 Songs Italia della piattaforma di streaming Spotify del 2024 (escludendo i brani partecipanti al 74º Festival di Sanremo) con 242 mila riproduzioni, superando il precedente record (234 mila ascolti) detenuto da Vieni dalla baddie di Anna e il terzo di sempre dietro Mala di Elettra Lamborghini (2018, 289 mila riproduzioni) e Istinto di Madame (2021, 245 mila ascolti), ad eccezione dei brani presentati in gara al Festival di Sanremo.

## Classifiche

### Classifiche settimanali
| Classifica (2024) | Posizione massima |
| ----------------- | ----------------- |
| Italia            | 16                |

### Classifiche di fine anno
| Classifica (2024) | Posizione |
| ----------------- | --------- |
| Italia            | 89        |

## Riconoscimenti
- Videoclip Italia Awards
  - 2025 – Candidatura al migliore videoclip pop[12]
  - 2025 – Candidatura alla migliore scenografia[12]
  - 2025 – Candidatura al migliore stylinìg[12]